# اچ‌ام‌اس اینکونستانت (اچ۴۹)
اچ‌ام‌اس اینکونستانت (اچ۴۹) (به انگلیسی: HMS Inconstant (H49)) یک کشتی بود که طول آن ۳۲۳ فوت (۹۸٫۵ متر) بود. این کشتی در سال ۱۹۴۱ ساخته شد.